# Гринделл (Нью-Джерси)
Гринделл (англ. Greendell) — невключённая территория, расположенная в тауншипе Грин (округ Сассекс, штат Нью-Джерси, США). Гринделл находится в 6,8 км к западу от Андовера. Гринделл имеет почтовое отделение с ZIP-кодом 07839.

## Образование
Гринделл входит в школьный округ Грин.
Учащиеся государственных школ с детского сада по восьмой класс посещают школу Грин Хиллз. По состоянию на 2017—2018 учебный год в округе, состоящем из одной школы, насчитывалось 436 учащихся и 38,3 учителя (работающих на полную ставку), соотношение учеников и учителей составляло 11,4:1. С 2013—2014 учебного года школа Грин Хиллз участвует в межрайонной программе государственных школ Нью-Джерси, согласно которой учащиеся из районов за пределами тауншипа Грин могут посещать Грин-Хиллз, если они живут в радиусе 20 миль (32 км).
Учащиеся государственных школ с девятого по двенадцатый классы посещают Ньютонскую среднюю школу, вместе с учащимися из боро и тауншипа Андовер, в рамках программы обмена учащимися с школьным округом Ньютона. По состоянию на 2017-18 учебный год, в старшей школе обучалось 719 учащихся и работало 67,5 преподавателей на полную ставку, соотношение ученик-учитель 10,6:1.